# Synalpheus fritzmuelleri
Synalpheus fritzmuelleri är en kräftdjursart som beskrevs av H. Coutière 1909. Synalpheus fritzmuelleri ingår i släktet Synalpheus och familjen Alpheidae. Inga underarter finns listade i Catalogue of Life.

## Bildgalleri

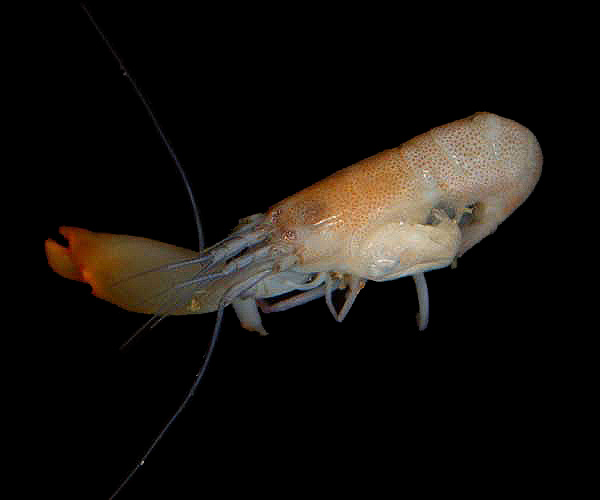